# Cabana (Vilalba dels Arcs)
La Cabana és una edificació de Vilalba dels Arcs (Terra Alta) inclosa a l'Inventari del Patrimoni Arquitectònic de Catalunya.

## Descripció
Es tracta de dues construccions fetes de maçoneria amb reforços de carreus al angles i obertures que presenten llindes bé de fusta o pedra. Un d'ells té la planta rectangular i de dos nivells, el superior més reduït; el forjat és de bigues de fusta sobre les quals es col·loca canyís i morter de guix. La coberta és de teula àrab sobre un sistema com el forjat, d'una sola vessant. L'altre té coberta de volta de canó. Tenen poques obertures i molt reduïdes. S'utilitzen per guardar eines, la collita, etc.